# Raión de Seménivka (Chernígov)
Seménivka (en ucraniano: Семенівський район) fue un raión o distrito de Ucrania en la óblast de Chernígov. En la reforma territorial de 2020, su territorio fue incluido en el raión de Nóvgorod-Síverski.
Comprendía una superficie de 1470 km².
La capital era la ciudad de Seménivka.

## Demografía
Según estimación 2010 contaba con una población total de 23465 habitantes.

## Otros datos
El código KOATUU es 7424700000. El código postal 15400 y el prefijo telefónico +380 5900.